# Rigsretssagen mod Han Duck-soo
Rigsretssagen mod Han Duck-soo er en kommende rigsretssag mod Sydkoreas fungerende præsident Han Duck-soo, fordi han har afvist at udpege tre dommer til rigsretssagen mod Yoon Suk-yeol, der er blevet suspenderet, fordi han beskyldes for landsforræderi. Han vil kun udpege tre dommere, som partierne kan enes om. Han Duck-soo overtog præsidentposten, da Yoon Suk-yeol blev suspenderet. 192 ud af 300 parlamentarikere stemte for også at indlede en rigsretssag mod Han Duck-soo. Han Duck-soo trådte tilbage som fungerende præsident, da afstemningsresultatet forelå. Siddende finansminister Choi Sang-mok (en) blev efterfølgende udpeget som fungerende præsident. Sagen mod han blev senere afvist af den sydkoreanske forfatningsdomstol.